# つながるキモチ
『つながるキモチ』（つながるきもち）は、Loveの2枚目のアルバム。2011年6月29日に発売された。

## 収録曲

### CD
1. Someday Again ～また会う日まで～
(作詞：GIORGIO 13/ 作曲・編曲：GIORGIO CANCEMI) 
  - 6th シングル A面
2. 片思い
(作詞：Ikuno Takagi & Rui Serizawa / 作曲：Isao Yoshida / 編曲：h-wonder)
  - 4th シングル A面
3. A Song of Love
(作詞：Masato Odake / 作曲：Ryoma Kitamuro / 編曲：UTA)
  - 5th シングル B面
4. 大切なキモチ ～恋愛 ver.～
(作詞：EXILE ATSUSHI / 作曲：Hiroo Yamaguchi / 編曲：松浦晃久)
  - 4th シングル B面
5. あなたの言葉
(作詞：樫田正剛 / 作曲・編曲：h-wonder)
  - 5th シングル B面
6. “愛してる” の One Word
(作詞：Love & タイラヨオ / 作曲：Jeff Miyahara & Yuichi Hayashida / 編曲：Jeff Miyahara)
  - 5th シングル A面
7. Know My Heart
(作詞：Tomoko Kawase / 作曲・編曲：Shunsaku Okuda)
8. Tomorrow 
(作詞：nojo / 作曲：nojo & Katsuhiro Kudo / 編曲：HIDEYUKI KOMATSU)
9. 君のいない人生なんて ほんの少しも分からなくて
(作詞・作曲・編曲：RIO)
10. 君のために僕ができること
(作詞：Love / 作曲：Hiroo Yamaguchi / 編曲：h-wonder )
  - 4th シングル B面
11. 私はアナタにウソをつく
(作詞：Masato Odake / 作曲：重永亮介 / 編曲：h-wonder)
  - 6th シングル B面
12. 君の横顔 〜Eternal First Love〜
(作詞：Riko Morita / 作曲：表誠治 / 編曲：h-wonder)
  - 4th シングル B面
13. 終わらないメッセージ
(作詞：Love / 作曲・編曲：増田武史)
14. つながるキモチ
(作詞：KAORU / 作曲：Hiroo Yamaguchi / 編曲：家原正樹)

### DVD
1. Love ～つながるキモチ～ -extended edition-
2. 片思い
3. “愛してる” の One Word
4. Someday Again ～また会う日まで～